# La Genête
La Genête är en kommun i departementet Saône-et-Loire i regionen Bourgogne-Franche-Comté i östra Frankrike. Kommunen ligger i kantonen Cuisery som tillhör arrondissementet Louhans. År 2022 hade La Genête 567 invånare.

## Befolkningsutveckling
Antalet invånare i kommunen La Genête
| Referens: INSEE |